# Nagreg (plaats)
Nagreg is een bestuurslaag in het regentschap Bandung van de provincie West-Java, Indonesië. Nagreg telt 10.758 inwoners (volkstelling 2010).